# Pedro Luis Guichón
Teodoro Pedro Luis Guichón Sastre (Florida, 9 de noviembre de 1828 - Guichón, 4 de noviembre de 1905) fue el fundador de la ciudad de Guichón, en el departamento de Paysandú, Uruguay.

## Biografía
Su padre, Luis Marcos Guichón, fue un francés que llegó a Uruguay en 1806, luego de la batalla de Trafalgar. Provenía de Montbellet, Borgoña. El 23 de febrero de 1809 se casó con Dominga Sastre, de la ciudad de Florida, con la que tuvo 16 hijos. Teodoro Pedro Luis, el duodécimo hijo, nació el 9 de noviembre de 1828. En su juventud trabajó en Durazno como carpintero, y allí conoció a la también floridense María Felicia Froste, con quien contrajo matrimonio el 25 de junio de 1853. Poco después de su casamiento decidieron trasladarse al departamento de Paysandú y se establecieron en Paso de Andrés Pérez, sobre el río Queguay, donde construyó una estancia con comercio de Ramos Generales y Posta de Diligencias. Allí nacieron sus primeros seis hijos.
Posteriormente arrendaron una finca en Puntas del Arroyo Capilla Vieja, en la zona de Pandule, y, ya con una familia de diez hijos, Guichón se afincó en Palmar, en la  Cuchilla de Haedo, alrededor de 1884. Teodoro Pedro Luis encomendó a Antonio Baptista la compra de 2700 hectáreas en la quinta sección de Paysandú, limitando al sur con el departamento de Río Negro y lindando con Palmar Grande. Construyó su vivienda frente al camino de Cuchilla de Haedo, junto a la única palmera (la «palma sola») de un cerro que dominaba una extensa área desde la altura. 
En el año 1890, la vía del ferrocarril Midland (Paso de los Toros – Paysandú) cortó sus propiedades, quedando una franja angosta (donde se encuentran hoy los barrios Sinéu, Tacuarembó y Mevir I de la ciudad de Guichón) separada del resto de la propiedad. Con gran visión de futuro, apreciando las posibilidades de desarrollo que genera el ferrocarril, procedió a donar varias hectáreas para el movimiento de cargas y haciendas y para la construcción de una estación de ferrocarril. Las donaciones consistieron además en una manzana para plaza pública y predios para escuela pública, cementerio y comisaría. Los habitantes se dedicaban a la ganadería; luego las parcelas donadas por Guichón se fragmentaron hasta configurar el pueblo actual.
En 1902 Teodoro Pedro Luis encomendó al agrimensor José Princivalle el trazado de un pueblo, tomando como angulación recta la estación del ferrocarril. El resultado fue un damero de unas 40 manzanas. Las calles paralelas a la vía férrea recibieron los nombres de virtudes y labores que Guichón quiso quedaran presentes como inspiración para sus pobladores: Paz, Fraternidad, Orden, Trabajo y Comercio.
Para conseguir habitantes, Guichón publicó avisos en el diario sanducero «El Paysandú», ofreciendo a la venta terrenos, obsequiando arados y bueyes, proporcionando en muchos casos materiales y vacas lecheras, carros, caballos e incluso dinero a sus propios peones. Ofrecía así grandes facilidades a quienes poco a poco se fueron afincando en el medio.
En 1907, dos años después de su muerte, la Asamblea General apobó la Ley Nº 3.203, por la cual se acordaba «reconocer oficialmente el carácter de Pueblo, con la denominación de Guichón, a un grupo de edificaciones existentes en la 5ª Sección Judicial del Departamento de Paysandú». La ley fue promulgada el 15 de julio de ese año.